# 0,999...
0,999... je v matematiki realno število, ki je v množici {\displaystyle \mathbb {R} } enako 1. Da se njegove decimalke ponavljajo v neskončnost, večinoma označimo tudi {\displaystyle 0{,}{\bar {9}}} ali tudi {\displaystyle 0{,}{\dot {9}}}. »0,999...« predstavlja isto število kot števka 1.
V zadnjem času so raziskovalci proučevali dojemanje te enačbe pri študentih, ki enakosti velikokrat ne sprejemajo. Študentsko zavračanje temelji na enem od nekaterih običajnih nepravilnih spoznav o realnih številih. Na primer na prepričanju, da mora enak decimalni zapis enolično odgovarjati istemu realnemu številu, pričakovanju da infinitezimalne količine obstajajo, da se aritmetika lahko zalomi, zmožnosti razumevanja limit ali preprosto prepričanju da mora imeti 0,999... na »koncu« 9. Te zmote je moč dokazati s konstrukcijo realnih števil iz racionalnih števil, ki dajo tudi neposredne dokaze.